# Südtannenmoor
Das Südtannenmoor ist ein 2 km südlich von Klein Berßen (Landkreis Emsland) gelegenes Naturschutzgebiet. Die am 25. Juni 1959 erlassene Verordnung wurde inzwischen gelöscht und am 31. Dezember 2009 durch eine neue ersetzt.
Kernstück des insgesamt etwa 4,9 ha großen Schutzgebietes bildeten ursprünglich zwei, lediglich durch einen niedrigen Sandrücken voneinander getrennte Heideweiher. Sie werden allseits von Kiefern- und Fichtenforsten eingerahmt.
Der kleinere, etwa 50 × 95 m große Weiher ist mittlerweile vollkommen trocken gefallen und weitgehend mit Moorbirken (Betula pubescens), Kiefern (Pinus sylvestris) und Weidengebüschen zugewachsen. In der Krautschicht dominieren heute Flatterbinse (Juncus effusus) und Pfeifengras (Molinia caeruelea). Früher wuchsen hier (Angaben nach Altehage 1955) zahlreiche seltene Pflanzenarten, darunter:
- Vielstängelige Sumpfbinse (Eleocharis multicaulis)
- Mittlerer Sonnentau (Drosera intermedia)
- Krähenbeere (Empetrum nigrum).

Der nördliche Weiher wies noch 2008 eine größere Wasserfläche auf, die von den Blättern der Weißen Seerose (Nymphaea alba) überzogen wurde. Am Rande des Gewässers wachsen große, von Herden des Fieberklees (Menyanthes trifoliata) durchsetzte Bestände der Schnabel-Segge (Carex rostrata). Stellenweise findet sich auch das Sumpfblutauge (Potentilla palustris). All diese Arten deuten eher auf einen mittleren Nährstoffgehalt des Wassers hin. Das stellenweise vorhandene Schmalblättrige Wollgras (Eriophorum angustifolium) mit seinen watteartigen Fruchtständen verleiht dem Tümpel im Frühsommer einen eigentümlichen Reiz.
Die Ränder des großen Weihers zeichneten sich früher durch eine hochmoorartige Vegetation auf, die vom Mittleren Torfmoos (Sphagnum magellanicum) geprägt wurde. Hier finden, bzw. befanden sich:
- Rundblättriger Sonnentau (Drosera rotundifolia), nach Feder 2011 noch über 1000 Exemplare
- Moosbeere (Vaccinium oxycoccos), noch 2011
- Scheidiges Wollgras (Eriophorum vaginatum), nach Feder noch 2011 vorhanden
- Glockenheide (Erica tetralix)
- Weißes Schnabelried (Rhynchospora alba)

Mittlerweile sind Teile des Moores aufgrund der allgemeinen Grundwasserabsenkung ausgetrocknet. Anstelle der ursprünglichen Vegetation dehnt sich verstärkt das Pfeifengras aus.
Seine besondere Bedeutung verdankt das Südtannenmoor dem früher sehr zahlreichen Vorkommen der mittlerweile in ganz Nordwestdeutschland vom Aussterben bedrohten Blumen- oder Blasenbinse (Scheuchzeria palustris). Noch 1957 soll die Art in hunderten, wenn nicht sogar tausenden Exemplaren vorhanden gewesen sein. 1976 wurden nur noch 25 blühende und mehrere Dutzend nicht blühende Blasenbinsen gefunden (Runge 1982). Seitdem scheint sich die Art wieder ausgebreitet zu haben. Bei einer neuerlichen Untersuchung des Standortes im Jahr 2011 konnten über 1000 Exemplare festgestellt werden.
Im Frühsommer ist der Weiher vom Konzert der Grünfrösche erfüllt. Über der Wasserfläche tanzen zahlreiche Libellen.